# Theope syngenes
Theope syngenes är en fjärilsart som beskrevs av Bates 1868. Theope syngenes ingår i släktet Theope och familjen Riodinidae. Inga underarter finns listade i Catalogue of Life.